# Kaposiho sarkom
Kaposiho sarkom je nádorové onemocnění utvořené lidským herpesvirem HHV-8. Za normálních okolností je imunitní systém schopen virus potlačit, nemoc propuká teprve při vážně narušené imunitě. Kaposiho sarkom proto neblaze proslul v souvislosti s AIDS, spolu s pneumocystovou pneumonií se stal základem popisu syndromu získané imunitní nedostatečnosti a jeho výskyt je podle Světové zdravotnické organizace diagnostickým znakem selhávání imunity.

## Příznaky
Sarkom je nádor mezodermálního původu. V případě Kaposiho sarkomu jsou nádorově zvrhlé buňky endotelu, tedy výstelky krevních cév i kapilár. Buňky nabývají charakteristického vřetenovitého tvaru.
Kaposiho sarkom se může objevit na kůži, v ústní dutině i na jiných sliznicích, u pacientů s AIDS je agresivní, viscerální a objevuje se i na plicích a v ostatních vnitřních orgánech.
Nádor se jeví jako zarudlá nebo až nafialovělá skvrna, která se plošně šíří. Vznikají uzly tvořené nepravidelnou, ale hustou sítí cév a okolním vazivem. Někdy se objevují i otoky, ložiska se mohou rozpadat. Většinou je nebolestivý, kožní sarkomy jsou víceméně neškodné. U viscerální formy je riziko smrtelného krvácení.

## Historie
Před nástupem epidemie AIDS byl Kaposiho sarkom vzácným kožním onemocněním, které postihovalo starší muže. Poprvé byl popsán roku 1872 maďarským lékařem Mauricem Kaposim, jako Sarcoma idiopathicum multiplex haemorrhagicum.

## Oportunitní infekce
Lidský herpesvirus, který způsobuje Kaposiho sarkom, je příkladem oportunitního patogenního organismu. Za normálních okolností je držen v šachu imunitním systémem, při jeho selhání může naplno projevit. Kromě lidí s AIDS postihuje i pacienty po transplantacích, kteří užívají léky potlačující imunitu. V tom případě je Kaposiho sarkom „léčitelný“ vysazením těchto léků, sarkom pak ustoupí, ale také dojde k odmítnutí transplantovaného orgánu.
Z dosud neznámého důvodu postihuje častěji muže, celkem asi 20 % pacientů s AIDS.